# Desastres em 1981
Nesta página encontrará referências aos desastres ocorridos durante o ano de 1981.

## Fevereiro
- 14 de Fevereiro - 2º Incêndio no Edifício Grande Avenida (São Paulo, Brasil).

## Julho
- 17 de Julho - Colapso da passarela do Hyatt Regency em Kansas City no Missouri provocando 114 mortos.